# Michael Anthony (Musiker)

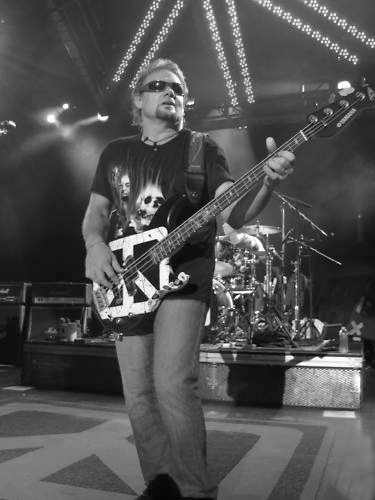
Michael Anthony (2013)

Michael Anthony Sobolewski (* 20. Juni 1954 in Chicago) ist ein US-amerikanischer Musiker. Er ist Bassist der Supergroup Chickenfoot, die 2009 ihr Debütalbum veröffentlichte. Anthony wurde bereits als Mitglied der Hard-Rock-Band Van Halen bekannt, der er von 1974 bis 2005 angehörte.

## Leben
Michael Anthony wurde 1954 als zweites von fünf Kindern in Chicago geboren. Im Alter von sieben Jahren lernte er, Trompete zu spielen. Als die Familie nach Arcadia in Kalifornien umzog, besuchte er von 1967 bis 1969 die Dana Junior High School seines neuen Heimatortes und spielte dort in der Marching Band der Schule. Als Teenager interessierte er sich zunächst für die Gitarre, entschied sich aber später für den Bass als sein zukünftiges Instrument.
Von 1969 an besuchte er die High School in Arcadia. Er gehörte verschiedenen Bands an („Poverty’s Children“, „Black Opal“, „Balls“ und „Snake“). „Snake“ spielten unter anderem als Vorgruppe bei einem Konzert der Band „Mammoth“, das an der Pasadena High School in Pasadena stattfand. „Mammoth“ bestand zu dieser Zeit aus Eddie (Gitarre, Gesang) und Alex Van Halen (Schlagzeug) sowie dem Bassisten Mark Stone.
Nach Abschluss der Highschool besuchte Michael Anthony das Pasadena City College und machte dort seinen Abschluss in Musik. Als Mark Stone „Mammoth“ 1974 verlassen musste, nahm Anthony das Angebot an, ihn zu ersetzen. Die Band benannte sich wenig später in „Van Halen“ um.

## Van Halen

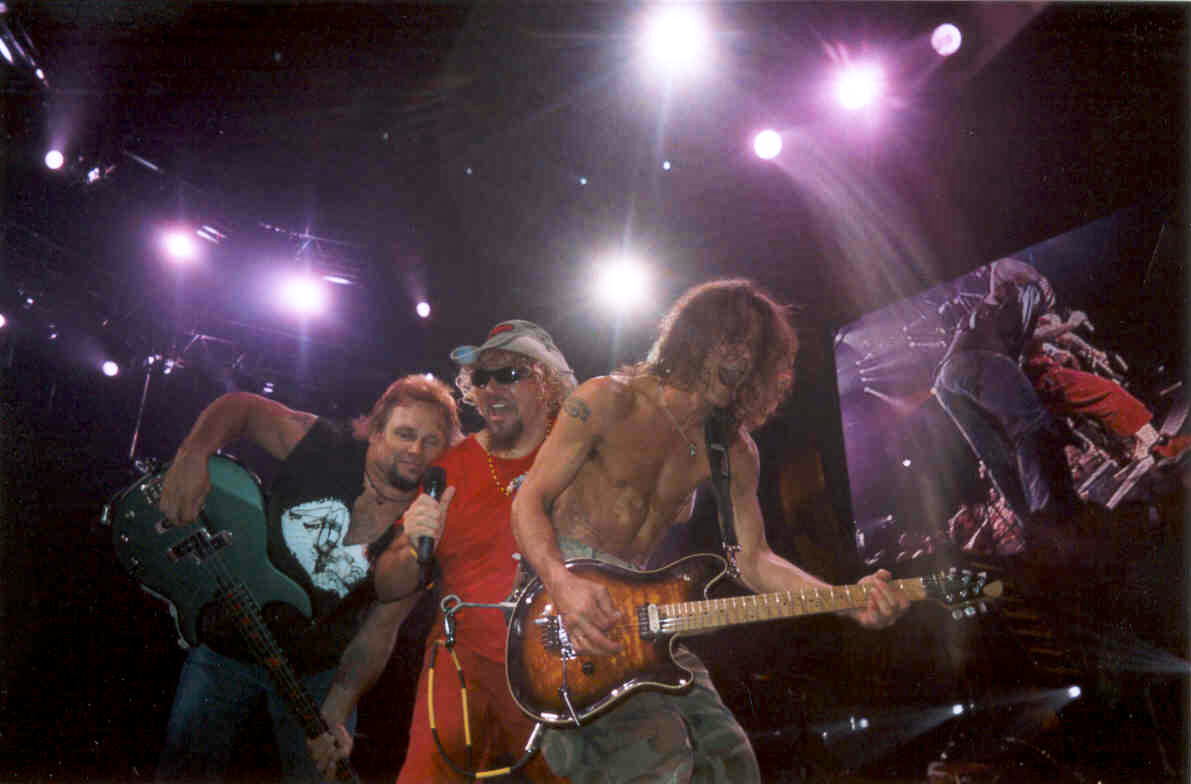
Anthony (links) mit Sammy Hagar und Eddie van Halen

Anthony gehörte der Band von 1974 bis 2005 ununterbrochen an und erlebte sowohl David Lee Roth, Sammy Hagar als auch Gary Cherone als Sänger der Gruppe. Auch als Van Halen von 1999 bis 2003 keinerlei neue Veröffentlichungen vorzuweisen hatten, blieb er Mitglied der Gruppe, wenn auch wiederholt Gerüchte auftauchten, er sei gefeuert worden. 
Seine letzte Veröffentlichung mit Van Halen war Van Halen III; an den Aufnahmen zu den neuen Titeln des Best-of-Albums The Best of Both Worlds 2004 war er nicht mehr beteiligt, bestritt aber noch die daran angeschlossene Tournee mit der Gruppe. Ab 2006 war Wolfgang Van Halen Bassist der Band seines Vaters.

## Chickenfoot
Seit 2008 ist Anthony Mitglied von Chickenfoot. Schon vor Gründung dieser Band, der neben ihm auch Sammy Hagar, Gitarrist Joe Satriani und der Red-Hot-Chili-Peppers-Schlagzeuger Chad Smith angehören, hatte Anthony wiederholt bei Auftritten von Hagar und seiner Band, „The Wabos“, gespielt. Gewöhnlich gehörte er jeweils in der zweiten Hälfte eines Konzerts zu den Musikern, die diesen Konzertteil mit Van-Halen-Songs einleiteten.
Mit Chickenfoot veröffentlichte Anthony bisher zwei Alben (Chickenfoot, Chickenfoot III), sowie eine Live-DVD. Das Debütalbum belegte Platz 4 in den USA, Platz 17 in Deutschland und Platz 23 in Großbritannien.
Anthony ist seit 1981 verheiratet und hat zwei Kinder.

## Diskografie

### Van Halen
- Van Halen (1978)
- Van Halen II (1979)
- Women and Children First (1980)
- Fair Warning (1981)
- Diver Down (1982)
- 1984 (1984)
- 5150 (1986)
- OU812 (1988)
- For Unlawful Carnal Knowledge (1991)
- Balance (1995)
- Van Halen III (1998)

### Chickenfoot
- Chickenfoot (2009)
- Chickenfoot III (2011)